# Râul Sabar
Râul Sabar sau Râul Răstoaca este un curs de apă, afluent al râului Argeș.

## Istorie
În 1866 guvernul Lascăr Catargiu a hotărât mobilizarea armatei, întrucât Turcia masase trupe la sudul Dunării. Tabăra cea mai numeroasă a armatei române a fost stabilită pe râul Sabar, unde la 22 iunie erau concentrați 388 de ofițeri și 13.808 de soldați. În ciuda încurajărilor primite de turci din partea Austriei nu s-a ajuns la o confruntare, datorită atitudinii ferme a părții române și a descurajărilor venite din partea Franței și Marii Britanii.
Note
Râul Sabar are și 3 afluenți (Potopu, Șuța și Ciorogârla). Acest pârâu Potopu izvorăște din Piemontul Cândești și este un curs extrem de puternic uneori. Astfel că, după inundațiile din 1977, la nord-vest de Găești s-a construit un canal care preia o parte din debit către râul Argeș.
Principalele localități prin care trece râul sunt Glâmbocata, Găești, Dragodana, Mătăsaru, Costeștii din Vale, Odobești, Vlăsceni, Potlogi, Florești-Stoenești, Domnești, Clinceni, Bragadiru, Măgurele, Jilava, Vidra, Valea Dragului, Hotarele.
Traversează județele Argeș, Dâmbovița, Ilfov și Giurgiu.